# 凯特·迪卡米洛
凯特·迪卡米洛（英語：Kate DiCamillo；1964年3月25日—）是一名美国儿童文学作家，至今已经出版25部长篇小说，最著名的有《浪漫鼠德佩罗》。她两次荣获纽伯瑞奖。

## 生平
1964年3月25日，凯特·迪卡米洛出生在美国宾夕法尼亚州费城，母亲贝蒂·李·迪卡米洛是一名教师，父亲阿道夫·路易斯·迪卡米洛是一名正齿医生。家中还有一个哥哥。孩提时期，凯特·迪卡米洛患有慢性肺炎，经常住院治疗。当凯特·迪卡米洛5岁时，为了缓和她的病情，父母把家搬到了气候温暖的佛罗里达州克莱蒙。父亲仍然留在费城做生意，但是也经常去看望女儿。虽然他最初计划在卖掉自己的诊所，和家人一起搬家，但是没有发生。小时候，凯特·迪卡米洛是个狂热的读者，经常去当地的图书馆阅读。她后来认为是母亲激发了她对书籍的热爱。凯特·迪卡米洛还经常在肺炎特别严重并且无法做其他事情时阅读。10岁时，凯特·迪卡米洛立志成为一名兽医。
凯特·迪卡米洛从克莱蒙小学开始就一直在该地区的公立学校接受教育，之后考入罗林斯学院。罗林斯学院毕业后，凯特·迪卡米洛在华特迪士尼世界度假区工作了一段时间，之后短暂进入中佛罗里达大学学习。最终，她考入了佛罗里达大学，并且在1987年取得英文学士学位。

## 著作
- 傻狗温迪克（英语：Because of Winn-Dixie）
- 虎躍（英语：The Tiger Rising）
- 浪漫鼠德佩罗
- 爱德华的奇妙之旅（英语：The Miraculous Journey of Edward Tulane）
- 魔术师的小象（英语：The Magician's Elephant）
- 弗罗拉与松鼠侠（英语：Flora & Ulysses）
- 提灯的天使（Raymie Nightingale）
- 迷途的星星（Louisiana's Way Home）
- 追光的翅膀（Beverly, Right Here）
- 改变悲伤王国的孩子（The Beatryce Prophecy）

## 奖项
| 奖项                     | Year | 著作                                 | 结果  | 参考资料 |
| ------------------------ | ---- | ------------------------------------ | ----- | -------- |
| 约塞特·弗兰克奖          | 2000 | 傻狗温迪克                           | 獲獎  |          |
| 纽伯瑞奖                 | 2000 | 傻狗温迪克                           | 提名  |          |
| 佛蒙特州金顶图书奖       | 2002 | 傻狗温迪克                           | 獲獎  | [ 14 ]   |
| 国家青年文学图书奖       | 2001 | 高飞                                 | 提名  | [ 15 ]   |
| 马克·吐温读者奖          | 2003 | 傻狗温迪克                           | 獲獎  | [ 16 ]   |
| 纽伯瑞奖                 | 2004 | 浪漫鼠德佩罗                         | 獲獎  |          |
| 佛蒙特州金顶图书奖       | 2005 | 浪漫鼠德佩罗                         | 獲獎  | [ 14 ]   |
| 波士顿环球报-霍恩图书奖  | 2006 | 爱德华的奇妙之旅                     | 獲獎  | [ 17 ]   |
| 家长选择奖               | 2006 | 爱德华的奇妙之旅                     | 獲獎  | [ 18 ]   |
| 鹅毛笔奖                 | 2006 | 爱德华的奇妙之旅                     | 提名  | [ 19 ]   |
| 盖塞尔奖（Geisel Award） | 2006 | 梅西·沃森系列（Mercy Watson series） | Honor |          |
| 盖塞尔奖                 | 2010 | 布林克和葛莉（Blink and Gollie）     | 獲獎  |          |
| 国家青年文学图书奖       | 2013 | 弗罗拉与松鼠侠                       | 提名  | [ 20 ]   |
| 纽伯瑞奖                 | 2014 | 弗罗拉与松鼠侠                       | 獲獎  |          |
| 国家青年文学图书奖       | 2016 | 提灯的天使                           | 提名  |          |
| 女王勋章                 | 2019 | —                                    | 獲獎  |          |